# 駐日コロンビア共和国大使館
駐日コロンビア共和国大使館（ちゅうにちコロンビアきょうわこくたいしかん、スペイン語: Embajada de Colombia en Japón、英語: Colombian Embassy in Tokyo）は、東京都品川区上大崎にあるコロンビア共和国の大使館である。

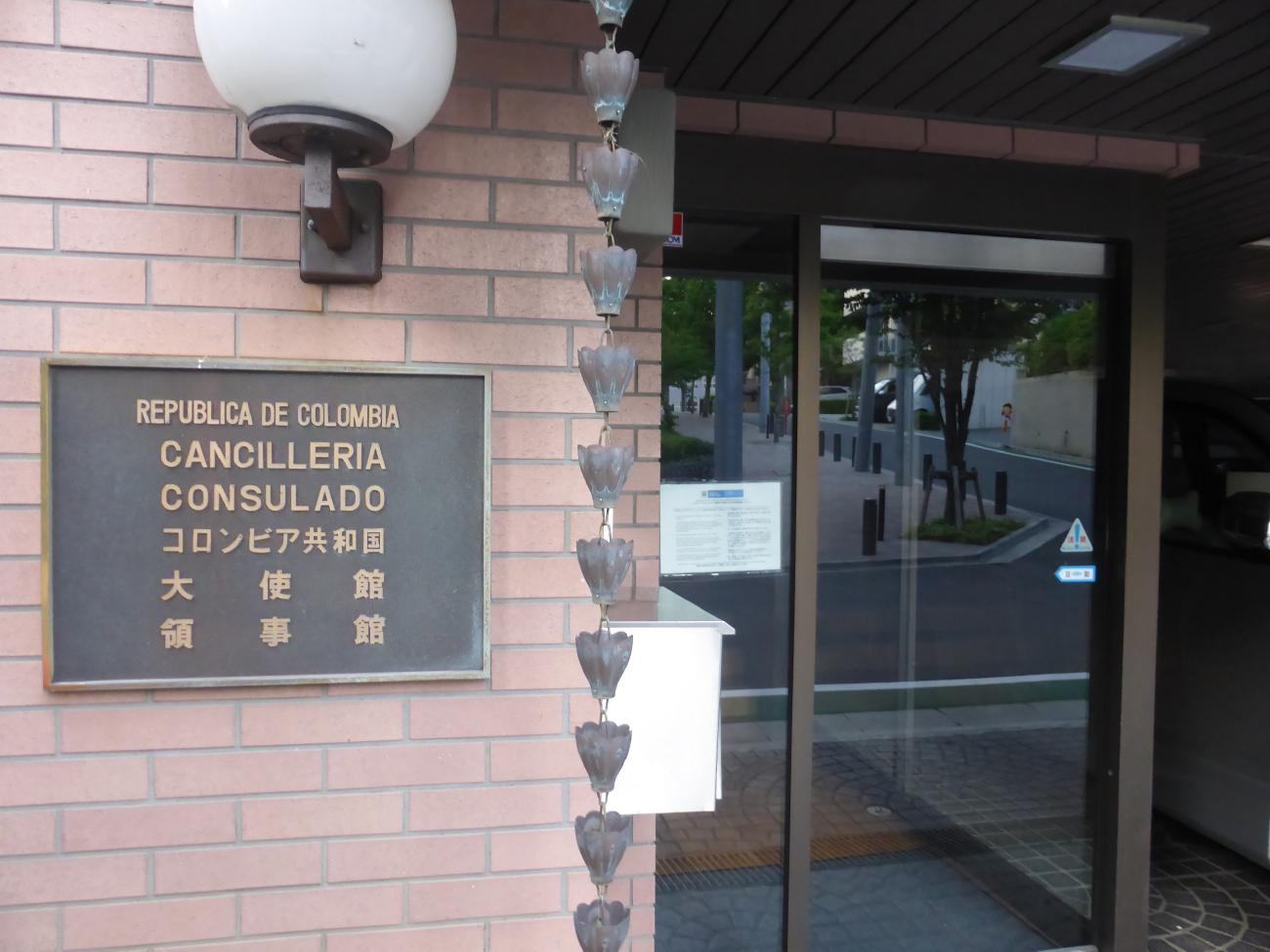
コロンビア大使館表札

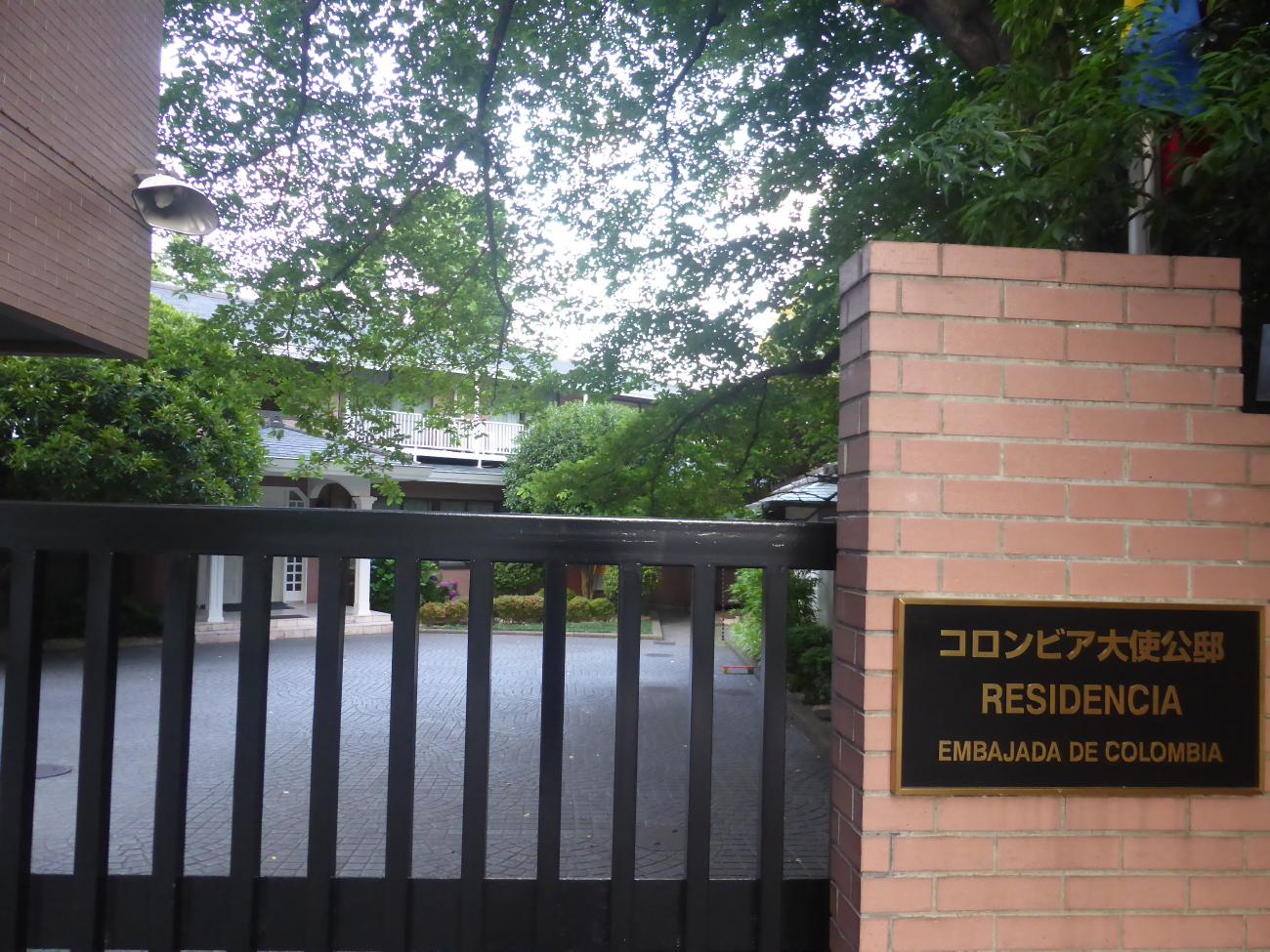
コロンビア大使公邸

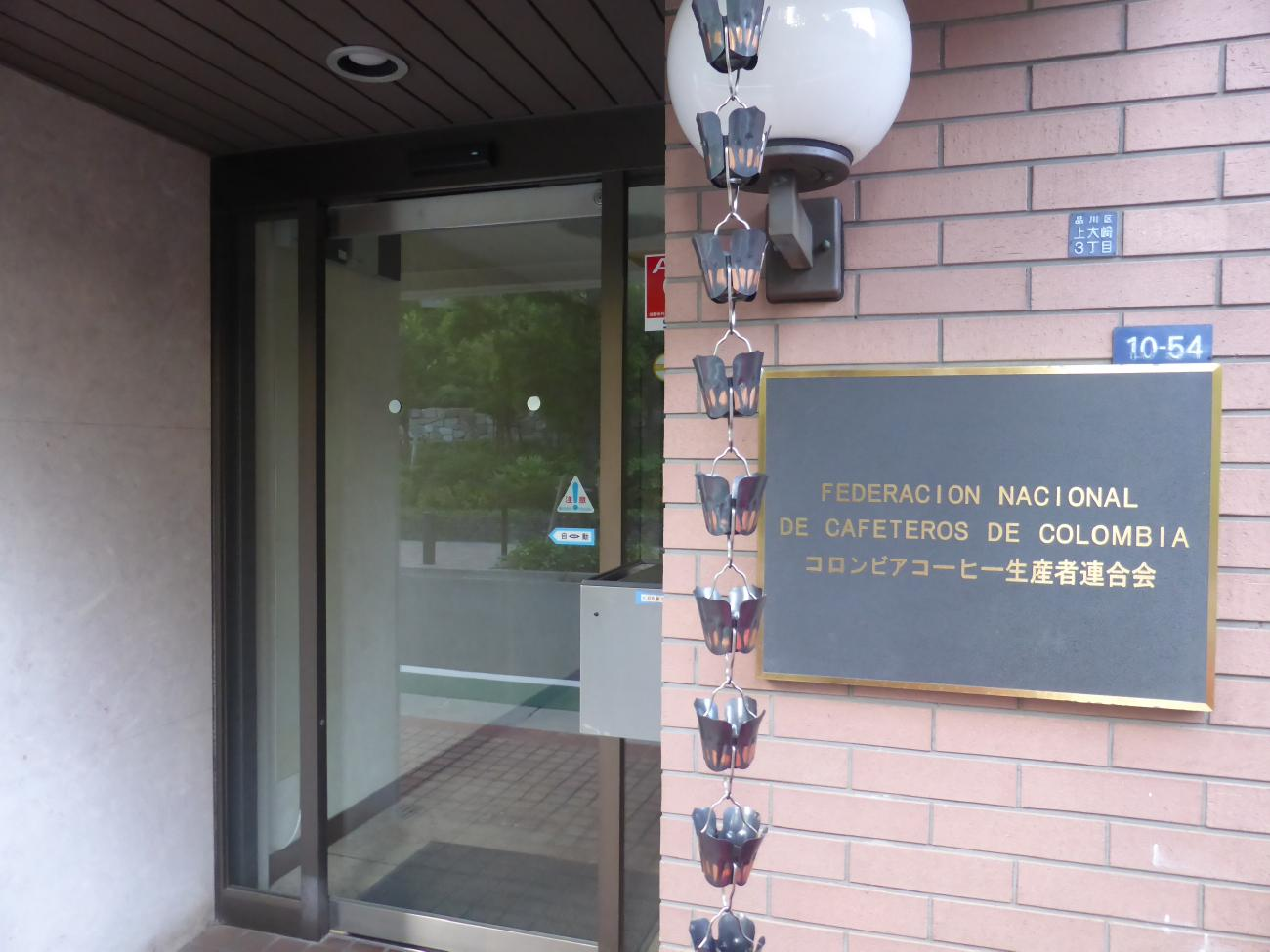
隣接するコロンビアコーヒー生産者連合会

## 住所
当大使館は、目黒駅から近い住宅街の一角に所在し、大使館敷地内には日本式住居が併設されている。
- 住所: 東京都品川区上大崎三丁目10-53
- アクセス: JR山手線/東急目黒線/東京メトロ南北線/都営三田線・目黒駅正面口

## 大使
2025年1月23日より、グスタボ・マカナキ・コルドバが特命全権大使を務めている。

## 業務
東京の駐日コロンビア共和国大使館は、日本におけるコロンビア政府の主要代表機関であり、日本でのコロンビア情報提供のために活動している。
コロンビアとの文化交流の促進などを図るために、名古屋市中区に在名古屋コロンビア共和国名誉領事館や神戸市中央区に在神戸コロンビア共和国名誉領事館を置いている。

## 歴史
2015年8月12日に、臨時に開催された第81回全国コーヒー生産者議会において、ロベルト・ベレス大使（当時）はコロンビアコーヒー生産者連合会のCEOに就任している。
2016年10月28日に、フアン・マヌエル・サントス大統領のノーベル平和賞受賞に対して、ガブリエル・ドゥケ大使（当時）は日本記者クラブによる記者会見に応じている。

## 著名な在勤者
- カルロス・オルメス・トルヒジョ - 国防大臣、外務大臣、内務大臣、教育大臣、カリ市長